# Aksiom praznog skupa
Aksiom praznog skupa je aksiom egzistencije iz teorije skupova. Jedan je od aksioma Zermelo–Fraenkelove teorije. Po tom aksiomu postoji barem jedan skup, a to je skup bez elemenata odnosno prazan skup, odnosno skup koji ne sadrži niti jedan element. 
Formalnim jezikom glasi 
{\displaystyle \exists x\,\forall y\ (y\not \in x)}
odnosno
{\displaystyle \exists x\,\forall y\,\lnot (y\in x)}
Po aksiomu ekstenzionalnosti slijedi da je takav skup jedinstven i oznaka za taj jedinstveni objekt je ∅.